# حسین بازار (چابهار، شرق)
حسین بازار، روستایی در دهستان پلان بخش پلان شهرستان چابهار در استان سیستان و بلوچستان ایران است.

## جمعیت
بر پایه سرشماری عمومی نفوس و مسکن در سال ۱۳۹۵، جمعیت این روستا برابر با ۱۴۲ نفر (۵۰ خانوار) بوده‌است.